# End All Life Productions
End All Life Productions est un label discographique français spécialisé dans le black metal et le metal expérimental.

## Catalogue
| Catalogue Numéro de sortie | Groupe                                                 | Sortie                                                                                        | Année | Format  |
| -------------------------- | ------------------------------------------------------ | --------------------------------------------------------------------------------------------- | ----- | ------- |
| EAL001                     | Antaeus                                                | Rekordin 2000-I                                                                               | 1999  | MCD     |
| EAL002                     | Warloghe                                               | The First Possession                                                                          | 1999  | LP      |
| EAL003                     | Judas Iscariot                                         | Heaven in Flames                                                                              | 1999  | LP      |
| EAL004                     | Mütiilation                                            | Vampires of Black Imperial Blood                                                              | 1999  | 2xLP    |
| EAL005                     | Hirilorn                                               | Depopulate (Prelude to Apocalypse)                                                            | 1999  | 7"      |
| EAL006                     | Grand Belial's Key                                     | The Tricifixion of Swine                                                                      | 2000  | 7"      |
| EAL007                     | Atomizer                                               | The End of Forever                                                                            | 2000  | LP      |
| EAL008                     | Horna/Musta Surma                                      | Split                                                                                         | 2000  | 7" EP   |
| EAL009                     | Moonblood                                              | Taste our German Steel                                                                        | 2000  | LP      |
| EAL010                     | Mütiilation                                            | New False Prophet                                                                             | 2000  | 7"      |
| EAL011                     | Primigenium                                            | All Your Tears Will Be Ours                                                                   | 2000  | 7"      |
| EAL012                     | Clandestine Blaze                                      | Night of the Unholy Flames                                                                    | 2000  | LP      |
| EAL013                     | Summum Malum                                           | 666                                                                                           | 2000  | 10"     |
| EAL014                     | Tsjuder                                                | Kill for Satan                                                                                | 2000  | LP      |
| EAL015                     | Watain                                                 | Rabid Death's Curse                                                                           | 2000  | LP      |
| EAL016                     | Sabbat                                                 | Sabbatical Magicrypt: French Harmageddon                                                      | 2000  | 7"      |
| EAL017                     | Deathspell Omega & Moonblood                           | Demonic Vengeance/Sob A Lua Do Bode                                                           | 2001  | LP      |
| EAL018                     | Various Artists (compilation)                          | Black Metal Blitzkrieg                                                                        | 2001  | LP      |
| EAL019                     | Celestia/Goatfire                                      | Darkness Enfold The Sky/Black Slaughterization                                                | 2001  | 7"      |
| EAL020                     | Eternal Majesty/Temple Of Baal                         | Unholy Chants of Darkness/Faces of the Void                                                   | 2001  | LP      |
| EAL021                     | Svartsyn                                               | Bloodline/His Majesty                                                                         | 2001  | 2xLP    |
| EAL022                     | Anwyl                                                  | Totalitarian Perversity                                                                       | 2001  | 7"      |
| EAL023                     | Altar Of Perversion                                    | From Dead Temples (Towards the Ast'ral Path)                                                  | 2001  | LP+7"   |
| EAL024                     | Grand Belial's Key                                     | Judeobeast Assassination                                                                      | 2001  | LP      |
| EAL025                     | Mütiilation & Deathspell Omega                         | Split                                                                                         | 2001  | 10"     |
| EAL026                     | Asmodee                                                | Aequilanx                                                                                     | 2001  | 10"     |
| EAL027                     | Mütiilation                                            | Black Millenium (Grimly Reborn)                                                               | 2001  | LP      |
| EAL028                     | Atomizer                                               | Death, Mutation, Disease, Annihilation                                                        | 2002  | LP      |
| EAL029                     | Clandestine Blaze                                      | Fist of the Northern Destroyer                                                                | 2002  | LP      |
| EAL030                     | Antaeus                                                | Cut Your Flesh and Worship Satan                                                              | 2002  | LP      |
| EAL031                     | Musta Surma                                            | Kaiken Pyhän Raunioilla                                                                       | 2002  | 7"      |
| EAL032                     | Mütiilation                                            | Remains of a Ruined, Dead, Cursed Soul                                                        | 2003  | LP      |
| EAL033                     | Malign                                                 | Divine Facing                                                                                 | 2003  | 10"     |
| EAL034                     | Mütiilation                                            | 1992-2002: Ten Years of Depressive Destruction                                                | 2003  | 2xLP    |
| EAL035                     | Debauchery                                             | Dead Scream Symphony                                                                          | 2003  | 10"     |
| EAL036                     | Diapsiquir                                             | Lubie Satanique Dépravée                                                                      | 2003  | 2xLP    |
| EAL037                     | S.V.E.S.T.                                             | Urfaust                                                                                       | 2004  | LP      |
| EAL038                     | Malicious Secrets & Antaeus                            | From the Entrails to the Dirt (Part I)                                                        | 2005  | 7"      |
| EAL039                     | Malicious Secrets & Mütiilation                        | From the Entrails to the Dirt (Part II)                                                       | 2005  | 10"     |
| EAL040                     | Malicious Secrets & Deathspell Omega                   | From the Entrails to the Dirt (Part III)                                                      | 2005  | 12"     |
| EAL041                     | S.V.E.S.T.                                             | Coaguala - L'Ether du Diable                                                                  | 2005  | CD      |
| EAL042                     | S.V.E.S.T.                                             | Urfaust                                                                                       | 2005  | CD      |
| EAL043                     | Malicious Secrets/Mütiilation/Antaeus/Deathspell Omega | From the Entrails to the Dirt                                                                 | 2005  | CD      |
| EAL044                     | Diapsiquir                                             | Virus STN                                                                                     | 2006  | 2XLP    |
| EAL045                     | Blacklodge                                             | SolarKult                                                                                     | 2006  | 2xLP/CD |
| EAL046                     | Heresi                                                 | Psalm II: Infusco Ignis                                                                       | 2006  | LP      |
| EAL047                     | Mütiilation                                            | Rattenkönig                                                                                   | 2006  | LP      |
|                            | Winterblut                                             | Das Aas aller Dinge                                                                           | 2007  |         |
| EAL052                     | Abigor                                                 | Fractal Possession                                                                            | 2007  | CD/LP   |
| EAL053                     | Mütiilation                                            | Sorrow Galaxies                                                                               | 2007  | CD      |
| EAL060                     | Abigor & Blacklodge (split)                            | Time Is The Sulphur In The Veins Of The Saint - An Excursion On Satan's Fragmenting Principle | 2010  | Vinyl   |
| EAL061                     | Abigor & Blacklodge (split)                            | Time Is The Sulphur In The Veins Of The Saint - An Excursion On Satan's Fragmenting Principle | 2010  | Vinyl   |